# جلاب

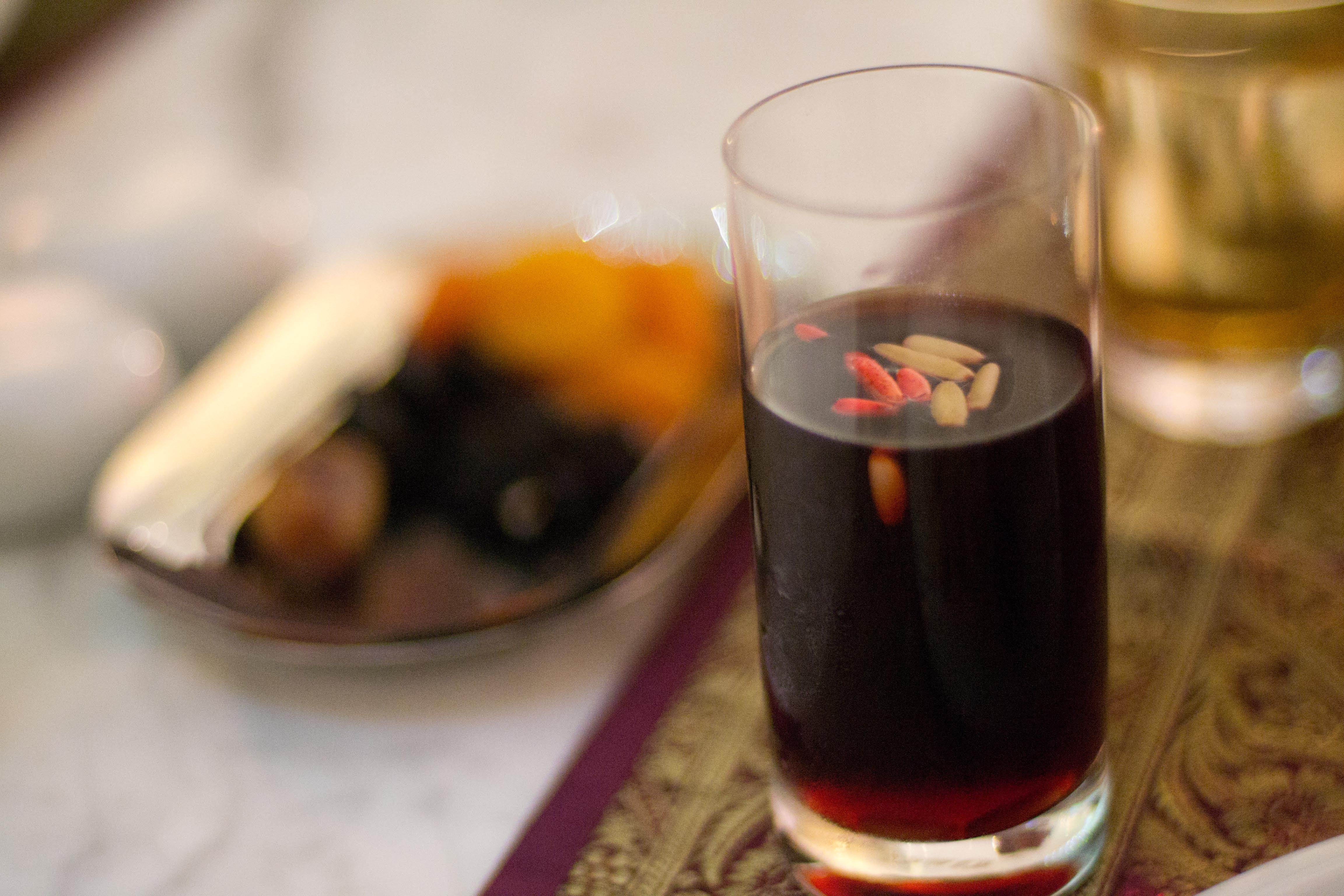

جلاب یا شربت گلاب زعفران نوشیدنی محبوب خاورمیانه به خصوص اردن، سوریه، فلسطین و لبنان است. این نوشیدنی معمولاً در ماه رمضان زیاد نوشیده می‌شود. شربت جلاب از ترکیب شیره انگور یا خرما، خرنوب و گلاب تهیه و با عود عربی دودی می‌شود.